# Manuel Cabré
Manuel Cabré i Alsina (Barcelona, 25 de gener de 1890 — Caracas, 26 de febrer de 1984) va ser un pintor català, resident a Veneçuela durant gran part de la seva vida.

## Biografia
Va néixer al carrer Villarroel de Barcelona, fill del també pintor Àngel Cabré i Magriñà, natural de Barcelona, i de la seva esposa, Concepció Alsina Clos, natural de Santander.
Va emigrar a Caracas, on el seu pare va formar el Centro Artístico de Caracas. Posteriorment ell formà part del grup fundador del Círculo de Bellas Artes (1912) i visqué a París entre 1920 i 1930. Va obtenir el premi de pintura Salón de Arte Venezolano (1948) i també el Premi Nacional de Pintura (1951).